# راعون بادجم (الضليعة)
'

تعديل مصدري - تعديل

راعون بادجم هي إحدى قرى عزلة الضليعة بمديرية الضليعة التابعة لمحافظة حضرموت، بلغ تعداد سكانها 53 نسمة حسب تعداد اليمن لعام 2004.